# 田村淳
田村淳（日语：／ Tamura Atsushi */?，1973年12月4日—））是日本男性搞笑藝人，所屬經紀公司為吉本興業。為原搞笑二人組倫敦靴子一號二號成員（倫敦靴子二號），在團內中主要負責「裝傻」（ボケ）的角色，與田村亮搭檔；但因為天生口才伶俐，在近年來的表演活動中團內已不特別區分裝傻與找碴的角色分配，而由其獨自擔當所有的主講工作。
雖然和搭檔田村亮的姓氏相同，但兩人沒有血緣關係。

## 傳記
田村淳於1973年（昭和48年）12月4日出生於山口縣下關市的彥島，家族來自長崎縣五島列島的漁村。從幼年時就喜歡在別人面前表演，在幼稚園的學習發表會上，還要求其他小朋友將主角的演出機會讓給他。
在高中時田村曾被兩度停學處分，第一次是因為吸菸，但第二次則是因為作弊和偷竊。此外，在三年級時，原本田村已經內定前往某間公司就職，但在畢業前該公司突然倒閉，因此讓田村有了進入吉本興業的契機。
田村在高中時期和同班同學共組相聲團體「馬關（馬的咳嗽）河豚之助、河豚太郎」（関（うまのせき）ふぐの助・ふぐ太郎）。之後兩人並前往東京尋求演出機會，但他的搭檔卻在中途失蹤。田村在這時並沒有任何工作，東京都內也沒有可以依靠的人，因此他只能每天待在家裡。這段時期是田村第一次遇到挫折，但在這由於在這一年間思考了許多事情，也影響他日後的演藝方向。一年後，田村和另一名比他年長十歲的人組成新的團體，但不久後田村就以年齡差距過大為由提出解散。這時，田村認識了現在的搭檔田村亮。
2000年時，田村淳在自己的節目《暴ロンブー》中接受通靈者的建議而將頭髮染成紅色，並持續了一段時間，成為他當時的招牌形象之一。另外，現在（2007年4月）的髮色則是茶色。
2013年9月17日，在《男女纠察队》的3小时直播节目中，宣布与比自己小10岁的前模特西村香那结婚。
2013年10月26日，田村淳進軍台灣演藝圈，在東森綜合台與佐藤麻衣、張善為共同主持週六綜藝節目《絕對不單淳》。
2015年3月3日，田村淳來台灣為交通部觀光局宣傳台灣觀光，並推廣台灣茶行，期間與中華民國總統馬英九握手致意。
2017年，進入慶應義塾大學函授大學部。
2019年，進入慶應義塾大學媒體設計研究所就讀。
2021年，慶應義塾大學媒體設計研究所畢業。
2025年6月24日，伦敦靴子解散。

## 單獨演出作品
以下列出田村淳以個人身分活動發表的作品，其他以團體組合身分的作品，參見「男女糾察隊」條目中的記述。

### 電視
- 大河連續劇《功名十字路》（功名が辻）NHK - 飾演：中村一氏
- 光速蒙面俠21（東京電視台） - 飾演：蛭魔妖一
- 去吧！麵包超人（日本電視台） - 飾演：もずくん
- 夢ヶ丘レジデンス ユメレジ（Sky PerfecTV!）

### 廣播節目
- All Night Nippon 真棒！（オールナイトニッポンいいネ！；2003年3月31日 - 2004年3月25日，日本放送）
- All Night Nippon（オールナイトニッポン；2004年4月9日 - 2004年9月24日，日本放送）
- 倫敦靴子1號2號 田村淳的新聞俱樂部（日语：ロンドンブーツ1号2号 田村淳のNewsCLUB）（；2008年11月13日 - ，文化放送）

### 電影
- 巌流島
- 20世紀少年最終章：把旗幟搶回來吧 （地球防衛隊隊員）

### 劇場動畫
- ONE PIECE 阿拉巴斯坦戰記 沙漠王女與海賊們 （2007年3月3日）
- 10th週年劇場版 遊戲王 ～超融合！跨越時空的羈絆～ （2010年，帕拉杜克斯）
- 再見了，橡果兄弟！－奇蹟的暑假－（2022年，鴨川太朗[3]）

## 外部連結
- （日語）倫敦靴子官方網站
- 田村淳的X（前Twitter）（日語）
- 田村淳的Instagram帳戶（日語）